# 足利満季
足利 満季（あしかが みつすえ）は、南北朝時代から室町時代の守護大名。

## 生涯
足利氏満の五男として誕生。元服時に室町幕府3代将軍・足利義満より（「満」の字）を賜って満季と名乗る。